# Араки, Рётаро
Рётаро Араки (яп. 荒木 遼太郎 Араки Рётаро, родился 29 января 2002) — японский футболист, полузащитник клуба «Касима Антлерс», выступающий на правах аренды за «Токио».

## Клубная карьера
В октябре 2019 года стало известно, что в сезоне 2020 года Араки станет игроком клуба «Касима Антлерс». 23 февраля дебютировал в основном составе «Касимы» в матче против «Санфречче Хиросима». 16 августа 2020 года забил свой первый гол за клуб в матче против «Виссел Кобе».

## Карьера в сборной
В 2018 году в составе сборной Японии до 16 лет сыграл на юношеском чемпионате Азии. Японцы выиграли турнир, а Араки забил на нём два мяча.